# Lohitaksham

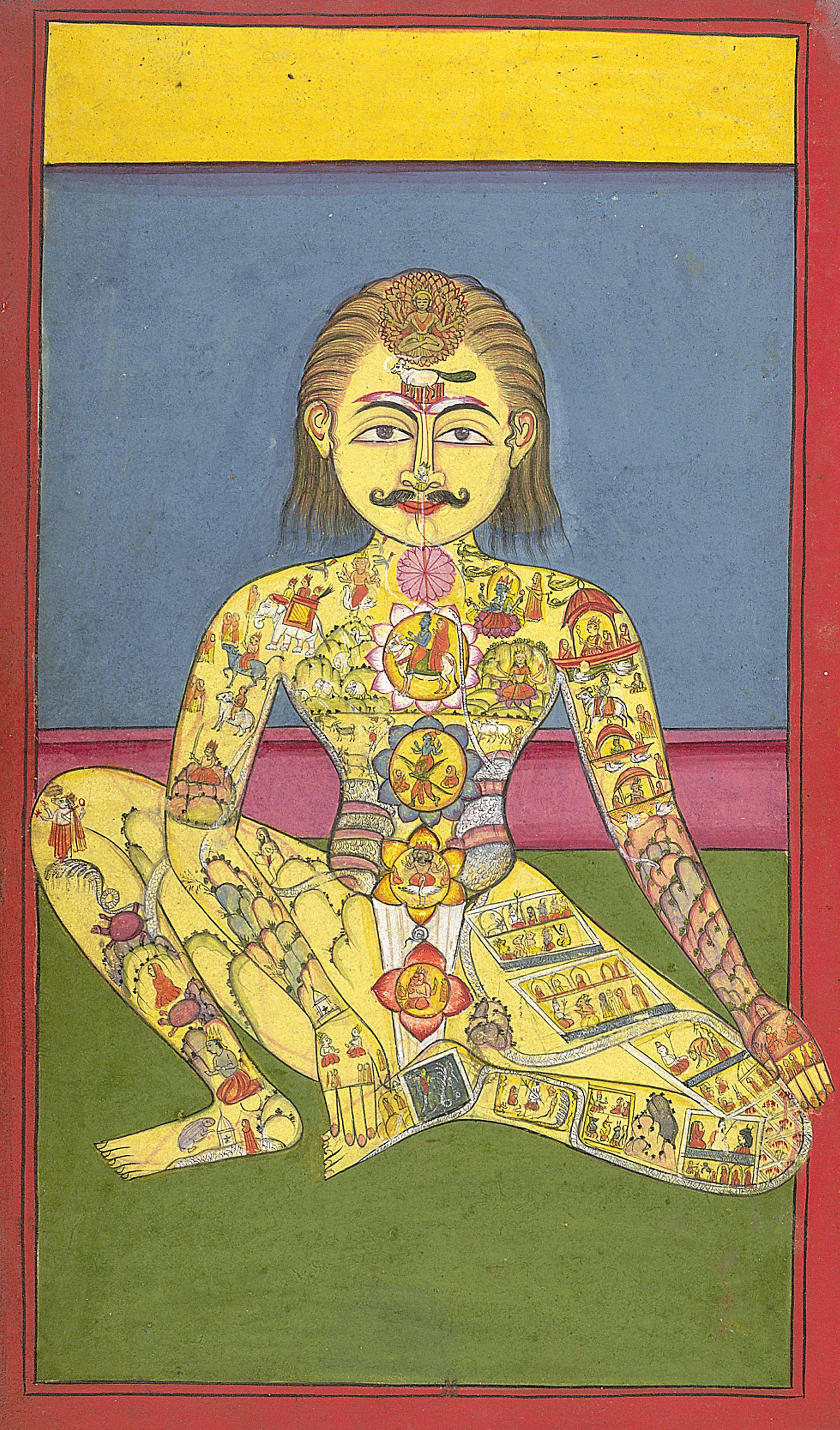
oude Tibetaanse kaart met de 7 Chakra's en de belangrijkste marmapunten

Lohitaksham (Lohitaksham-punt) is een marmapunt gelegen op de romp. Marmapunten worden in Oosterse filosofieën gebruikt bij massage, yoga, reflexologie en reiki. Men gelooft dat een marmapunt op een nadi ligt en zo een uitwerking kan hebben op een bepaald lichaamsdeel, proces of emotie
| Lohitaksham         | |
| ------------------- | --- |
| Positie bij mannen  | Lohitaksham is bij mannen gelegen op in het midden van de lies tegen de bovenbeen spier aan ongeveer vier vingerbreedten lager dan Nabi                       |
| Positie bij vrouwen | Lohitaksham is bij vrouwen gelegen op in het midden van de lies tegen de bovenbeenspier aan ongeveer vier à vijf vingerbreedten lager dan het punt bij mannen |
| Functie             | dit punt heeft invloed op het fysieke hart |

## Overige marmapunten
Naar schatting zijn er 62.000 marmapunten in het lichaam. De belangrijkste 52 zijn: